# Starigrad
Starigrad (italsky Cittavecchia), uváděn též jako Starigrad-Paklenica, je chorvatská vesnice a opčina v Zadarské župě v blízkosti národního parku Paklenica. Vesnice leží na úpatí pohoří Velebit poblíž dálnice A1 mezi Karlobagem a Zadarem. Název je snadno zaměnitelný s názvem obce Stari Grad na ostrově Hvar.

## Obyvatelstvo
V roce 2011 v opčině žilo 1 876 obyvatel, z čehož 1 140 ve vlastní vesnici Starigrad. Zbytek připadá na další dvě sídla a dříve samostatné obce Seline a Tribanj (Šibuljina, Kruščica a Mandalina).
Hlavní činností obyvatelstva jsou služby a cestovní ruch. Před rozvojem turistiky to byl především rybolov a chov dobytka.

## Kultura
Každoročně 15. srpna na svátek Nanebevzetí Panny Marie zde probíhá velká pouť a lidové oslavy. V 60. letech 20. století režisér Harald Reinl v okolí natáčel některé scény k filmům o Vinnetouovi.

### Pamětihodnosti
- Kostel sv. Petra (Sveti Petar) ze 13. století. U kostela jsou staré náhrobní kameny.
- Zbytky protiturecké obranné věže Večka kula ze 16. století na mysu Stara kula. Podle pověsti zde zde měl královský dvůr Pasoglav
- Zbytky hradu Paklarić v nadmořské výšce 121 m n. m. u vstupu do kaňonu Velika Paklenica
- Pohřebiště Mirila u obce Ljubotić (15 km severozápadně od města) s náhrobky ze 17.-20. století, tzv. stećky[2][3]

## Historie
Římané zde v těchto místech měli osadu Argyruntum. Po napoleonských válkách bylo město v letech 1815-1918 součástí Rakousko-Uherska.

## Galerie

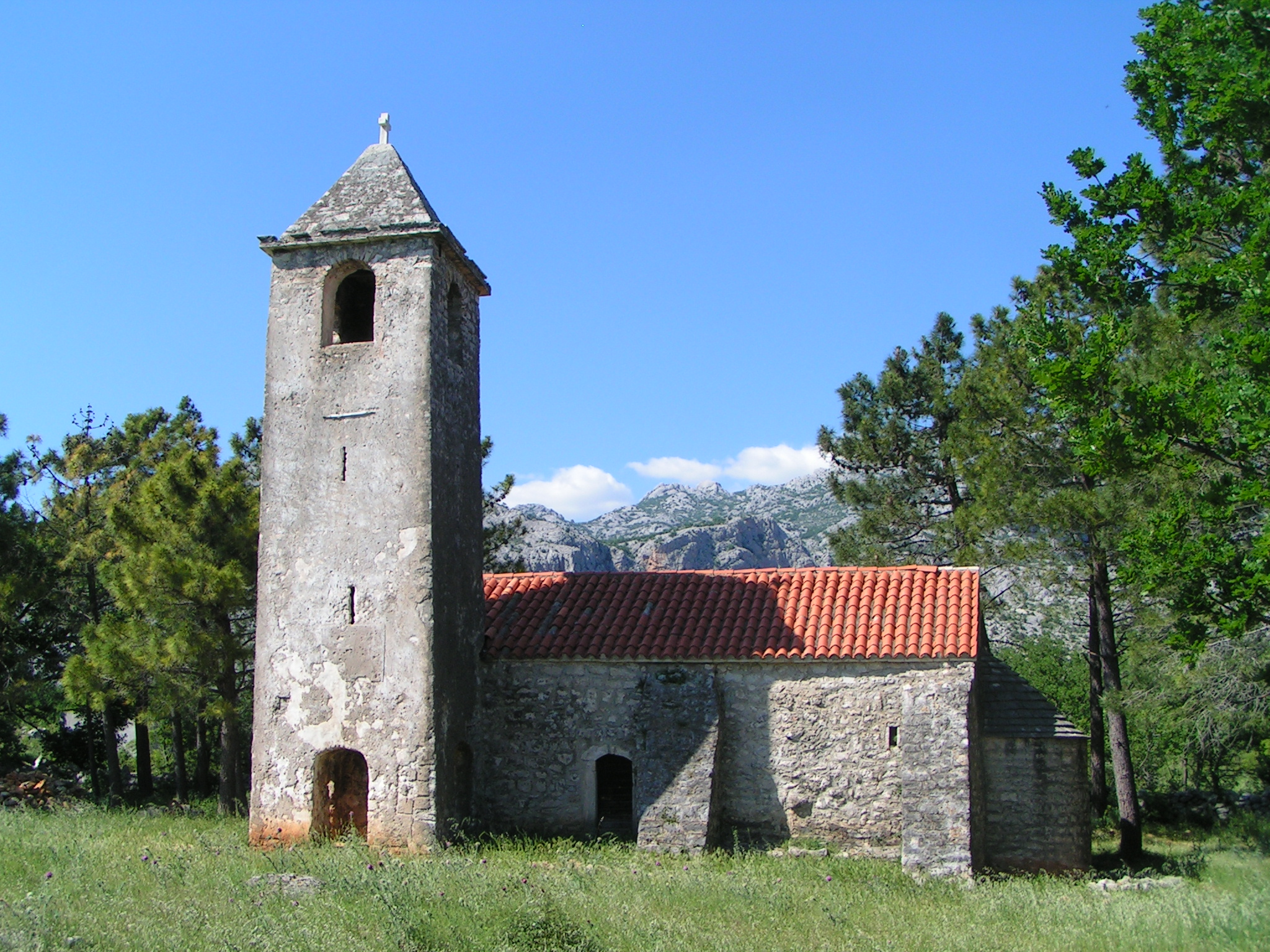
Kostel sv. Petra ze 13. století
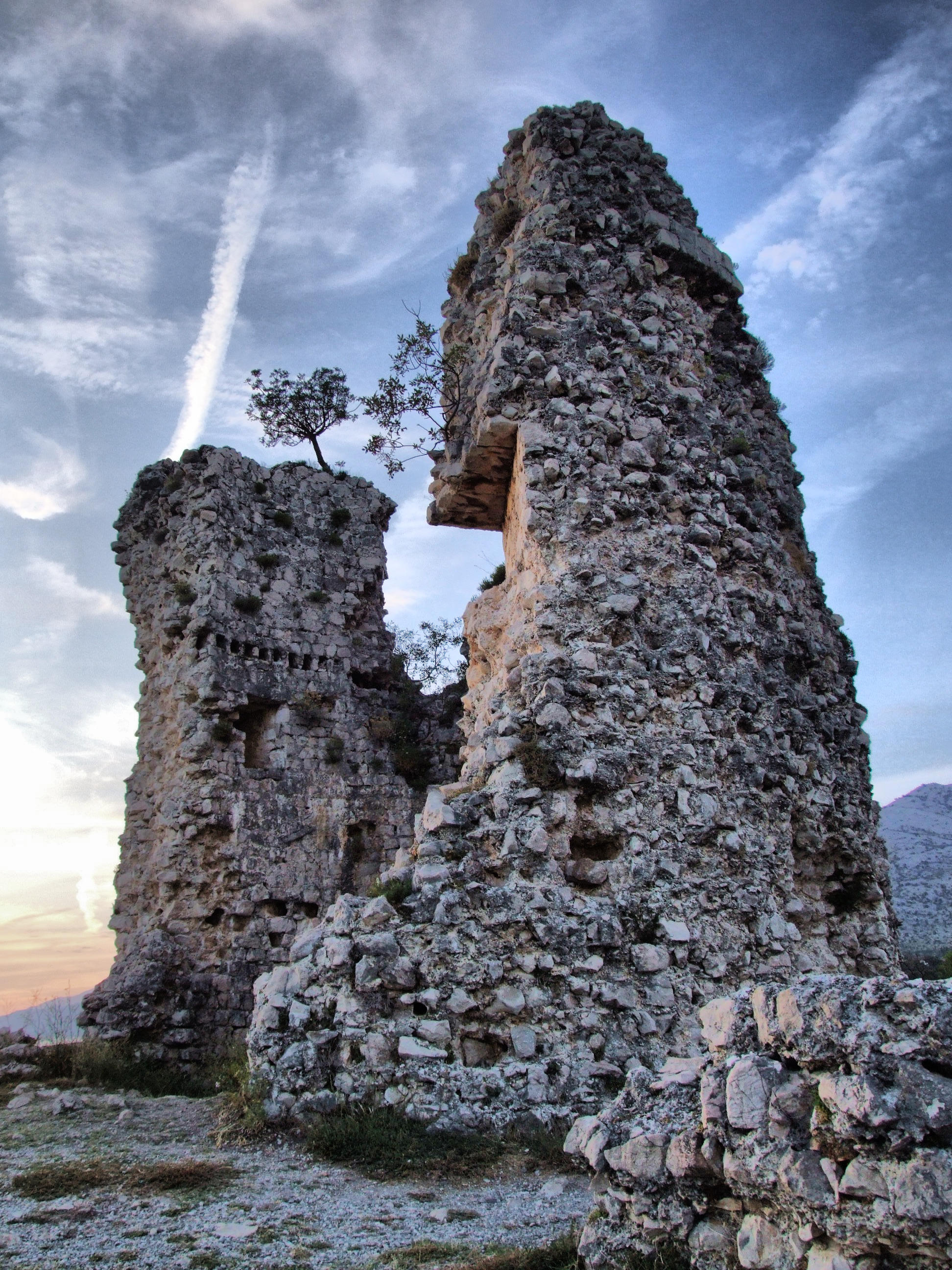
Hrad Večka Kula
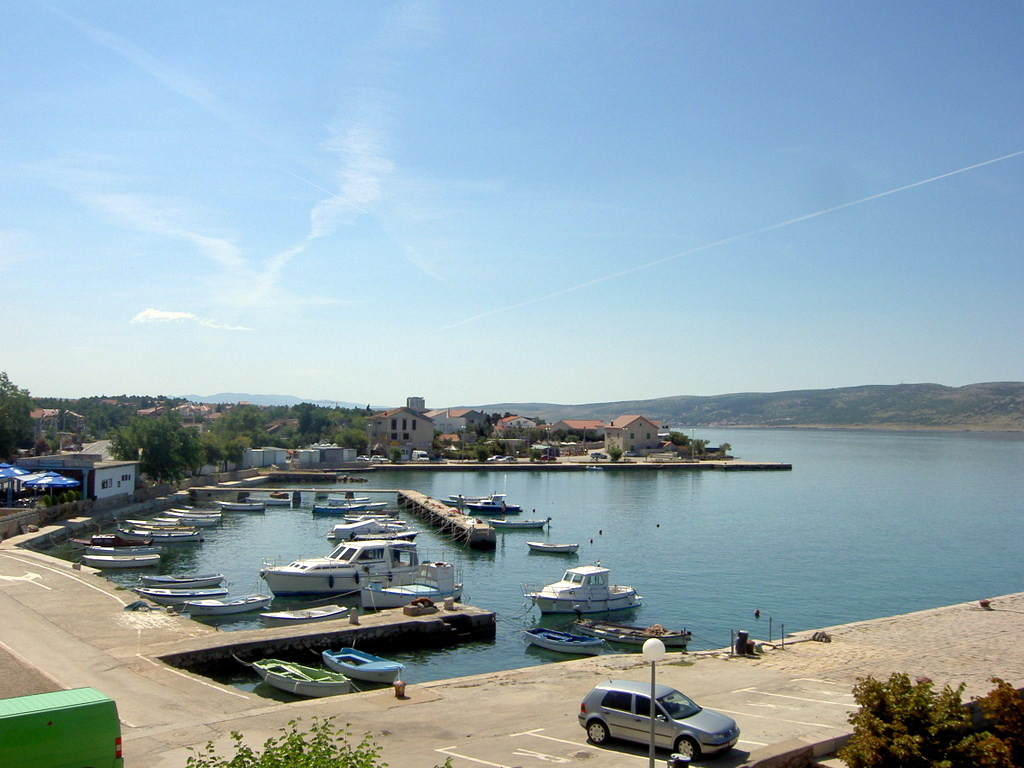
Přístav
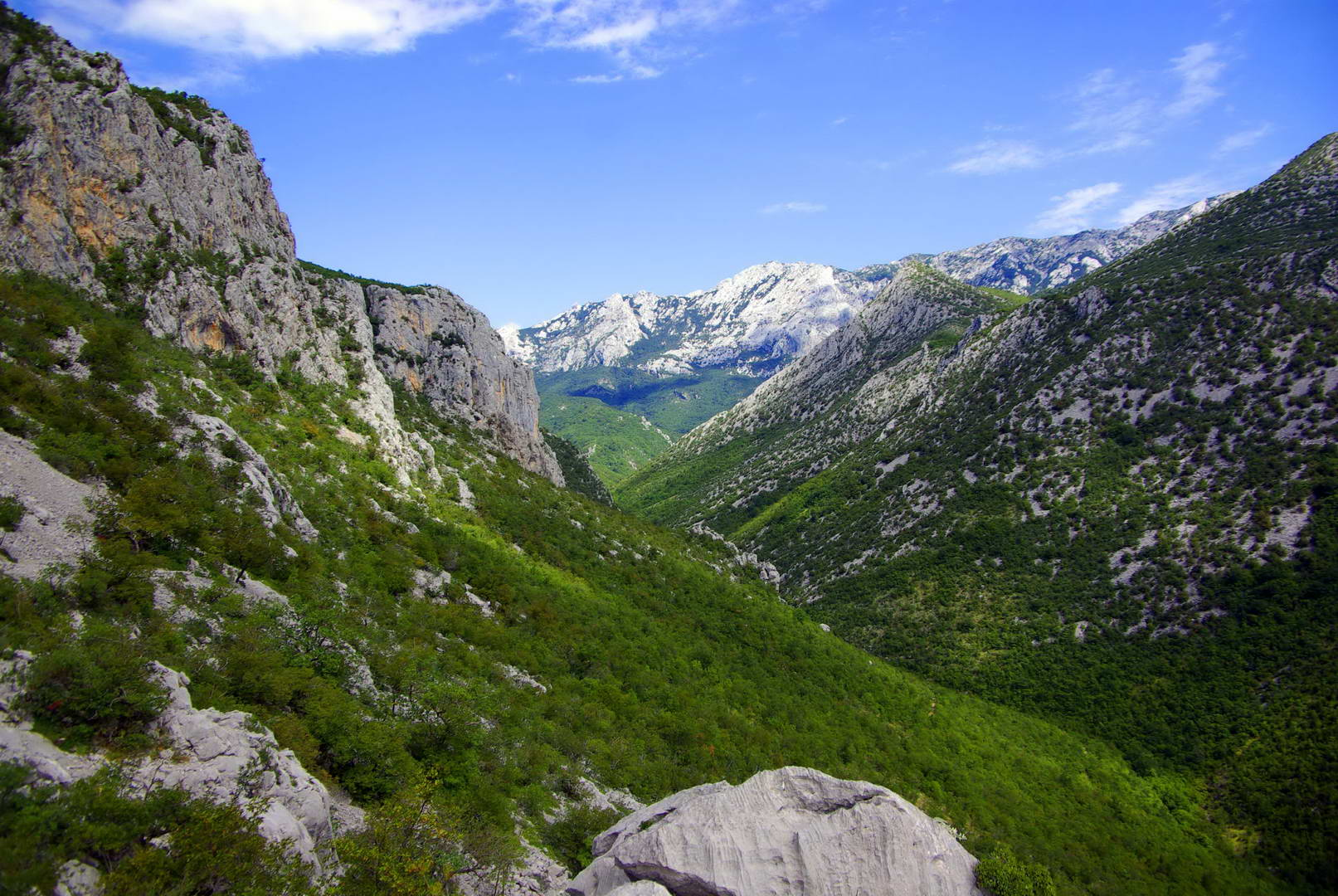
Soutěska Paklenica
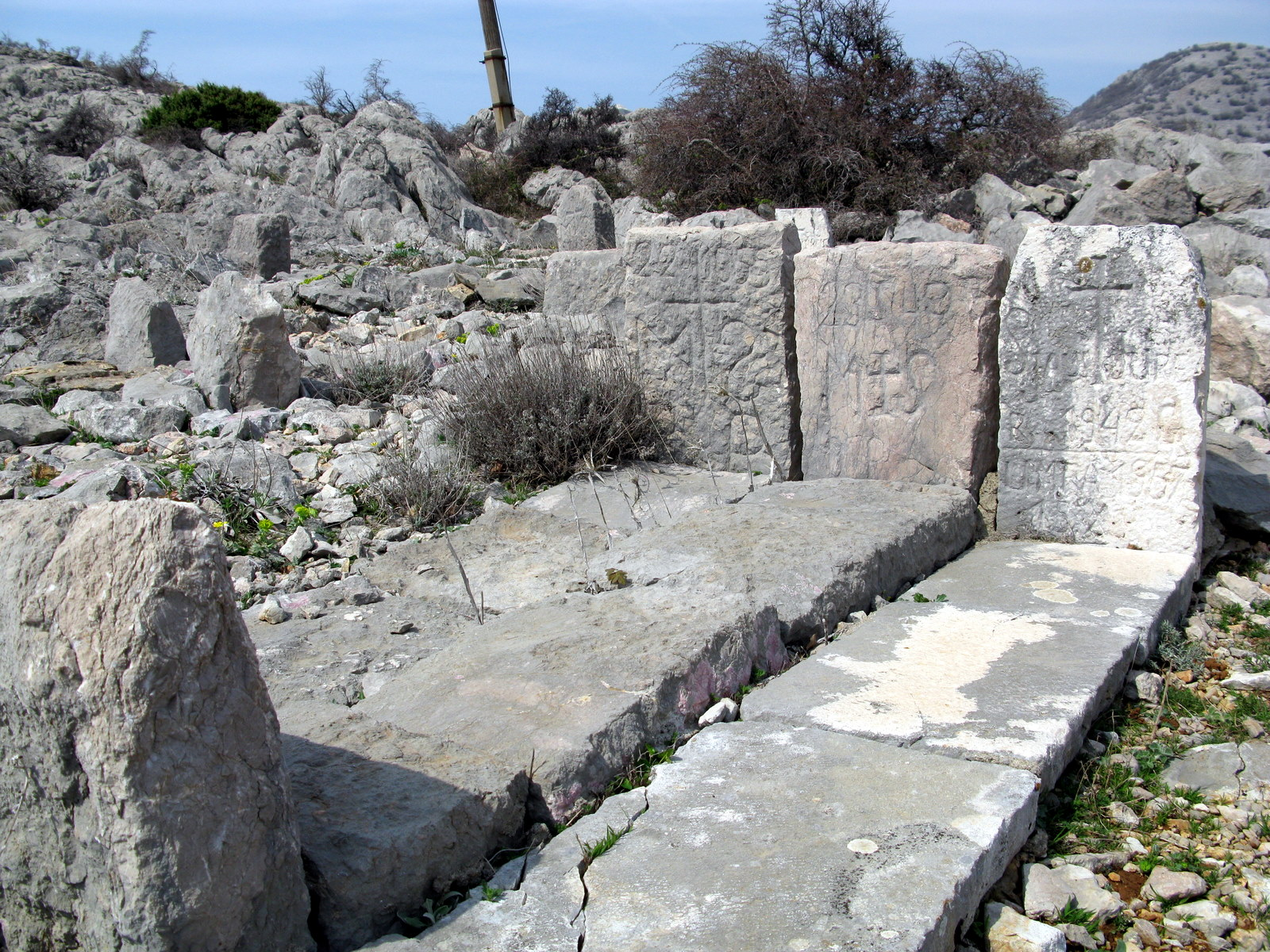
Pohřebiště Mirila
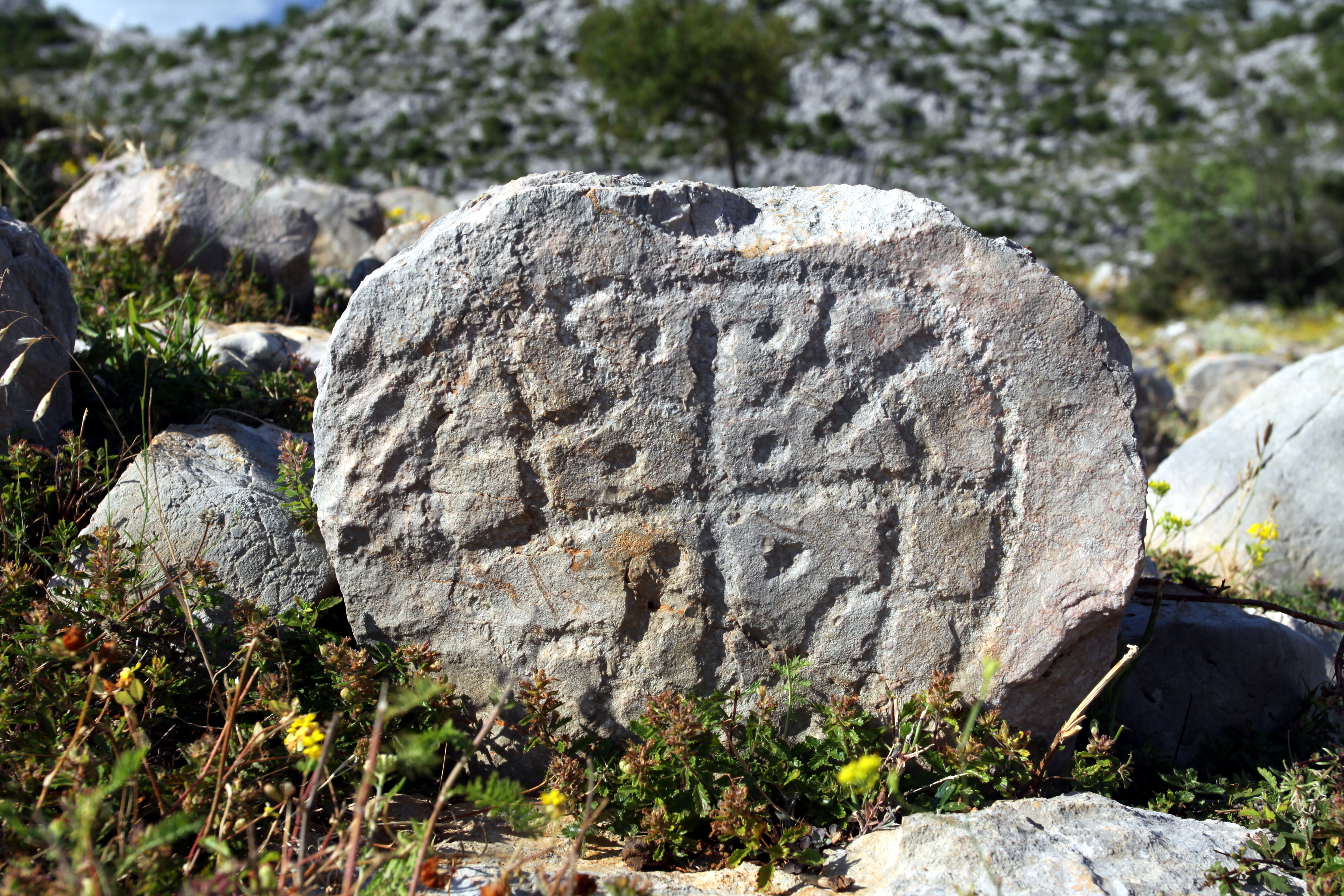
Další pohled na Mirila